# 네스터 세라노

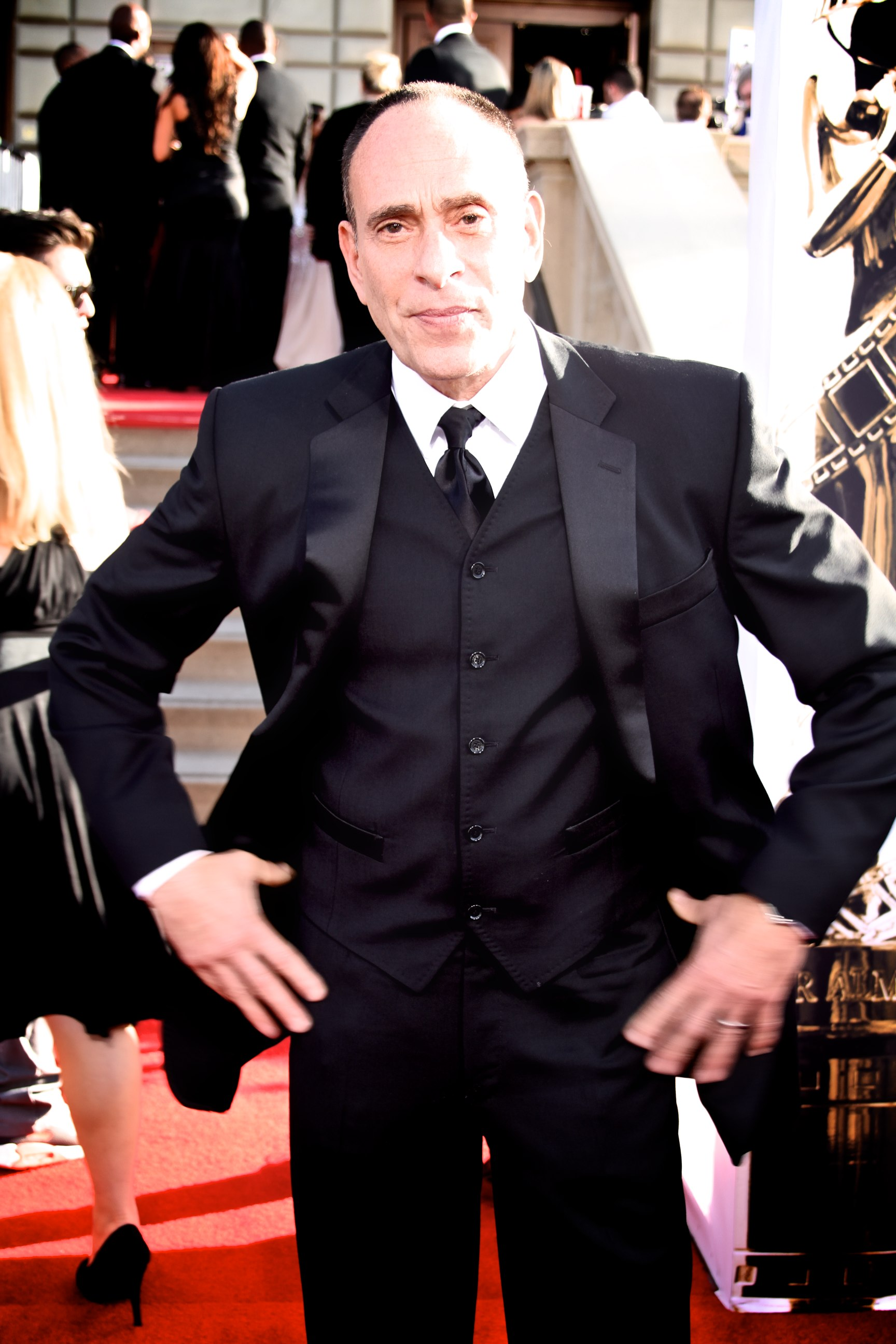

네스터 세라노(Nestor Serrano, 1955년 11월 5일 ~ )는 미국의 텔레비전 배우, 영화배우, 연극 배우, 배우이다.
브롱크스에서 태어났다.

## 영화
- 더 호드 (2016년) - 보안관 렌덜 클레이 역
- 액트 오브 밸러: 최정예 특수부대 (2011년)
- 세크리테어리엇 (2010년)
- 폴링 어웨이크 (2009년)
- 나의 특별한 사랑 이야기 (2007년)
- 투모로우 (2004) - 고메즈 역
- 언디피티드 (2003년) - 빅터 역
- 런어웨이 (2003년)
- 엠파이어 (2002년) - 라파엘 메넨데즈 역
- 시티 바이 더 씨 (2002년) - 로시 역
- 쇼타임 (2002년) - 레이 역
- 폭풍 탈출 (2001년)
- 베이트 (2000년)
- CSI 라스베가스 시즌1 (2000년)
- Law & Order : 성범죄전담반 1 (1999년)
- 인사이더 (1999년)
- 비상 근무 (1999년)
- 네고시에이터 (1998년) - 헬맨 역
- 데이라잇 (1996년)
- 시티 홀 (1996년)
- 리틀 인디언 (1995년)
- 나쁜 녀석들 (1995년) - 산체즈 형사 역
- 여죄수 감옥 (1994년)
- 아이 러브 트러블 (1994년)
- 햇 스퀘드 (1992년)
- 홈보이 (1991년)
- 법과 질서 (1990년)
- 특수 기동대 트럭원 (1989년)
- 에니메이터 (1989년)
- 리썰 웨폰 2 (1989년) - 에디 에스테반 역
- 머니 핏 (1986년)